# لوس أمريكانز
لوس أمريكانز (بالإنجليزية: Los Americans)‏ هو مسلسل من ثمان أجزاء يركز على عائلة من أصول لاتينية تعيش في مدينة لوس أنجلوس. كاتب هذا المسلسل ومخرجه هو "دينِس ليوني، وقد تم عرضه لأول مرة عام 2011.

## الحبكة
تواجع عائلة فالينزويلاز الكثير من القضايا التي تواجه العائلات الأمريكية هذه الأيام من ضمنها: البطالة، والهوية الثقافية، وإدمان الكحول.

### الحلقات
| رقم الحركة | العنوان                | الوصف |
| ---------- | ---------------------- | --- |
| 8          | "الذهاب إلى المكسيك"   | في حين يقلق الجميع من الصعوبات التي تواجه "آريل" بسبب حملها، حصل لي أخيراً على وظيفة أحلامه المثالية. تتحول الأمور من السئ إلى الأسوء عندما تعتقل إدارة الجمارك والهجرة "بيلار" بناءً على بلاغ مقدم من زوج "فيكتوريا" (جاك)، وزيادة في التدهور تتحول مقابلة عمل "لي" إلى كابوس.                                                                               |
| 7          | "الحقيقة المؤلمة"      | لحماية "آيرل" من والدتها التي تعامها بعنف وإهانة شديدين انتقلت عائلة فالينزويلاز إلى منزل ضيافة؛ لكن ذلك لا يوقف الأم عن تحدي "ألما"، وهو ما تحول إلى عراك بين الاتنين أمام جميع الجيران. |
| 6          | "الأسرار"              | يقابل "لي" زوج "فيكتوريا" (جاك) الذي كان معترضاً على مساعدة "لي" لزوجته، وعلى عدد الضيوف في بيت عائلة فالينزويلاز، وعلى الاضطراب الذي يتسبب به الضيوف في حيه الهادئ. |
| 5          | "لا تدخلنا في التجربة" | عندما يساعد "لي" جارته الجديدة اجميلة "فيكتوريا" في تشغيل سيارتها، تطلق هدية من الكوكيز سلسلة من الذنب والخداع والأكاذيب والغيرة والنفاق. ويبدو كل شيء تافهاً عندما يكتشف كلا من "لي" و"ألما" أن صديقة "بول" البالغة من العمر 15 عاماً (آريل) حاملاً؛ لكن حتى هذا لا يبدو مهماً مقارنة بما سيفاجئهم به "بول" نفسه.                                              |
| 4          | "إرث العائلة"          | يعود "لي" و"ألما"، و"ميمو"، و"بيلار" من الخارج ليجدوا "جينيفر" فاقدة للوعي بين أيدي الأولاد التي دعتهم إلى منزها. يغضب "لي" و"ألما" من "جينيفر" لدعوتها أولاً إلى منزلهم ثم معاقرة الشراب لدرجة فقدان الوعي؛ لكنهما غاضبين أكثر من "لوسيا" لأنها ثملت وتركت الأولاد دون حماية. لقد تعلمت الأسرة درساً صعباً عن مشكلة إدمان الكحول.                             |
| 3          | "الوصية"               | يحصل "ميمو" على وظيفة قبل "لي" مما يحفز احتفالاً يتمادى قليلاً. وقد سنحت الفرصة لـ"لوسيا" بخروج والديها لاحتساء الكحول بكمية كبيرة أدت لإغمائها، مما سمح "لجينيفر" البالغة من العمر 17 عاماً بدعوة عدد من أصدقائها الذكور إلى حفل في منزلها، وأتاح لها الفرصة أيضاً بالشرب أكثر من اللازم ثم الدخول في حالة إغماء، مما يعرضها لخطر أي شيء يخطر على بال الأولاد. |
| 2          | "الضيافة الطويلة"      | تحاول عائلة فانزوليلاز التأقلم على وجود الكثير من الأقارب في منزلهم، ومشكلة "لوسيا" المتنامية مع الكحول، ومكافحة "لي" مع شبح البطالة المستقبلية وفقد الدخل. |
| 1          | "عيد ميلاد سعيد"       | ينهار عالم "ليوناردو" (أو "لي" كما يفضل) المثالي بينما يحاول التعامل مع البطالة، وإدمان والدته للكحول، والضيوف الثلاثة الجدد: ابن عمه القادم من الوطن والذي لم يقابله منذ 30 سنة، وزوجة "ميمو" غير المسجلة بشكل رسمي وولدهم البدين. للكاتب ريتشارد كامينجز الابن.                                                                                           |

## فريق العمل
- إيسيا موراليس في دور ليوناردو فالينزويلا
- لوبي أونتيفيروس في دور لوسيا فالينزويلا
- ايفون دي لاروسا في دور ألما فالينزويلا
- جايسي كونزاليس في دور بول فالينزويلا
- رايموند كروز في دور ميمو
- آنا فيلافين في دور جينيفر فالينزويلا

## الجوائز والتقدير
مؤسسة إيميجين: أفضل مسلسل درامي على الإنترنت لعام 2012.
قال آلان جريينليي (نائب رئيس البرامج في «وان إيكونومي»): «يستخدم هذا الدراما التي تساعد في تشجيع ملايين الدراجين على تحسين حياتهم، واتخاذ قرارتهم بناء على معلومات.»

## روابط خارجية
- لوس أمريكانز على موقع IMDb (الإنجليزية)
- لوس أمريكانز على موقع كينوبويسك (الروسية)
- لوس أمريكانز على موقع قاعدة بيانات الفيلم (الإنجليزية)